# Estranys en un tren
Estranys en un tren (títol original en anglès Strangers on a Train) és una pel·lícula estatunidenca de 1951 dirigida per Alfred Hitchcock. Es basa en la novel·la homònima de Patricia Highsmith, text que en un principi va ser adaptat per l'escriptor Raymond Chandler.

## Argument
El tennista Guy Haines es topa en un viatge amb tren amb Bruno Antony. Aquest -que li coneix força detalls de la vida gràcies a la premsa- li proposa un peculiar pacte: fer cadascú un assassinat que els convé, però intercanviant-se les víctimes amb la intenció de garantir-se recíprocament la impunitat.
Si Guy mata el pare de Bruno (que, segons ell, li fa la guitza constantment), Bruno ha de matar la dona de Guy (que li nega el divorci que ell desitja per casar-se amb una altra). D'aquesta manera podran resoldre els respectius problemes: Guy es desempallegarà de la seva dona i Bruno podrà heretar de son pare una gran fortuna i fer-la seva sense impediments.

## Repartiment
- Farley Granger: Guy Haines
- Ruth Roman: Anne Morton
- Robert Walker: Bruno Antony
- Leo G. Carroll: senador Morton

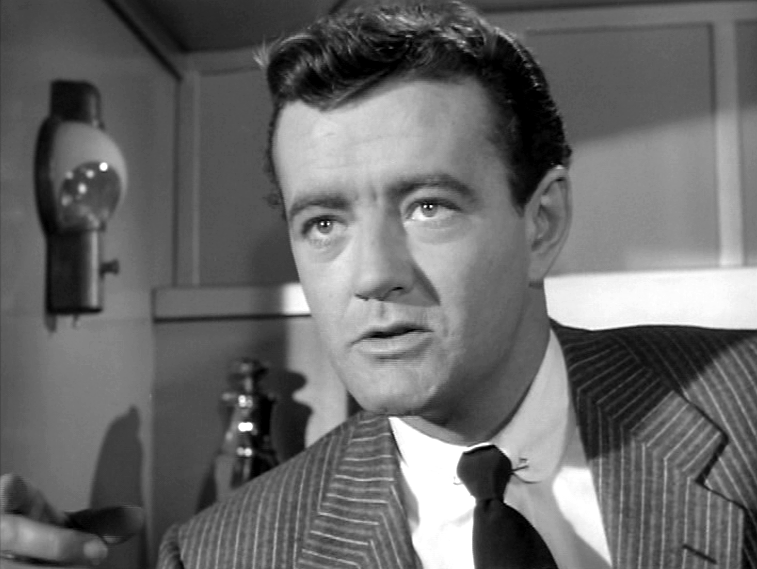
Robert Walker en una escena de la pel·lícula

- Patricia Hitchcock: Barbara Morton
- Kasey Rogers: Miriam Joyce Haines
- Marion Lorne: Sra. Antony
- Jonathan Hale: Sr. Antony
- Howard St. John: capità de policia Turley
- John Brown: professor Collins
- Norma Varden: Sra. Cunningham
- Robert Gist: detectiu Leslie Hennessey

El cameo de Hitchcock és en el minut 10: és l'home que puja al tren amb un contrabaix.

## Premis i Nominacions

### Nominacions[2]
- Oscar a la millor fotografia en blanc i negre (Robert Burks)